# ジョバンニ・ファン・ブロンクホルスト
ジョヴァンニ・ファン・ブロンクホルスト（Giovanni Christiaan van Bronckhorst, 1975年2月5日 - ）は、オランダ・南ホラント州ロッテルダム出身の元サッカー選手。現サッカー指導者。2008年より2010年までオランダ代表キャプテンを務めた。ポジションはDF（左サイドバック）、MF（センターハーフ）。母親からインドネシアのモルッカ諸島の民族の血を引く。

## 概要
フェイエノールトの下部組織で育ち、1994年にトップチームデビューした。1998年に移籍したスコットランドのレンジャーズFCではスコティッシュ・プレミアリーグ優勝2度、スコティッシュ・カップ優勝2度など数々のタイトルを獲得し、2001年にイングランドのアーセナルFCに移籍した。2003年からはスペインのFCバルセロナでプレーし、2005-06シーズンにはUEFAチャンピオンズリーグで優勝するなどキャリア最高の活躍を見せた。2007年に古巣フェイエノールトに戻り、2010年までプレーした。
1996年にオランダ代表デビューし、3度のFIFAワールドカップ (1998, 2006, 2010) と3度のUEFA欧州選手権 (2000, 2004, 2008) に出場した。2010 FIFAワールドカップではキャプテンを務め、大会終了後に選手生活に終わりを告げた。

## 経歴

### クラブ経歴

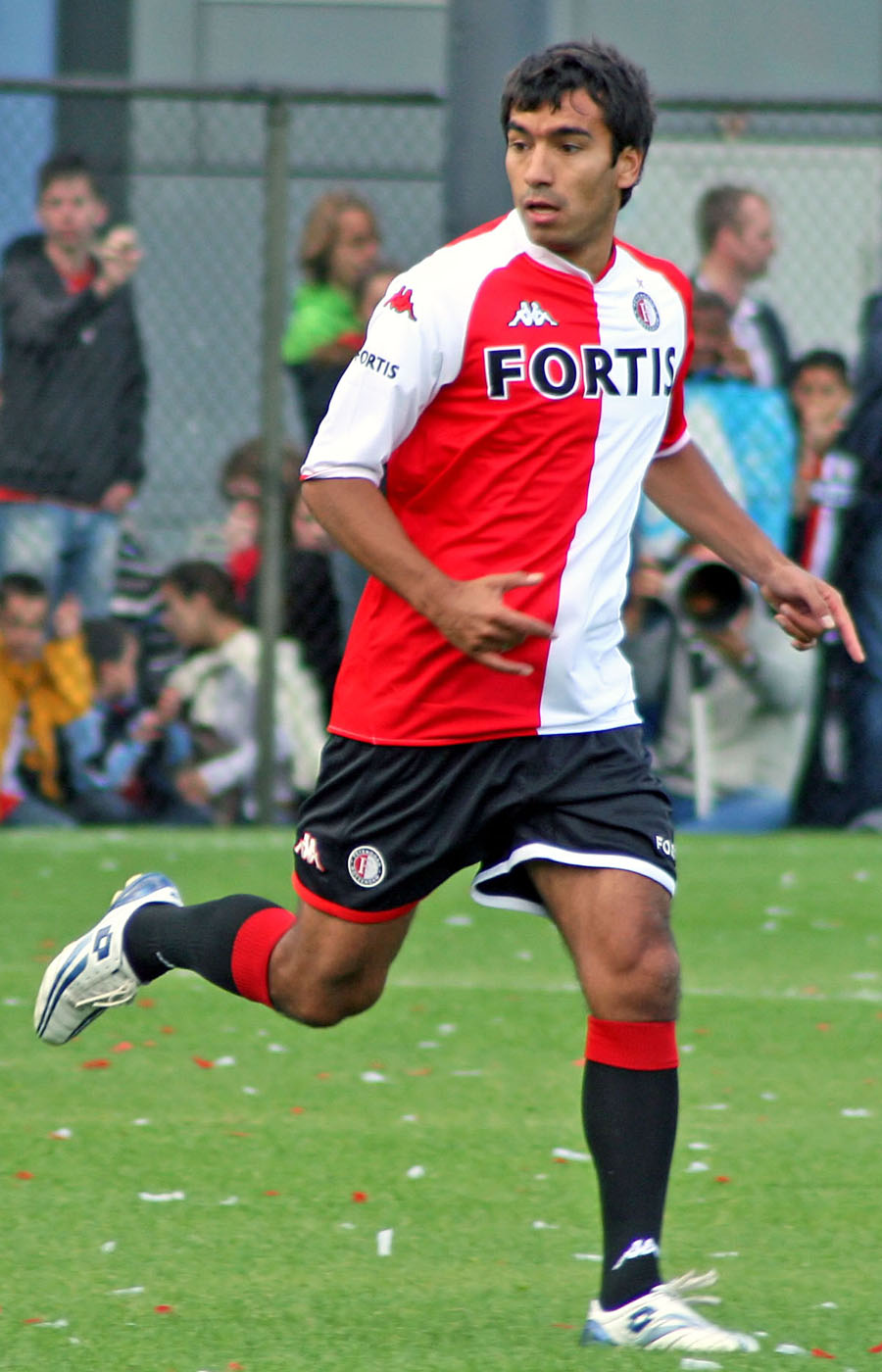
フェイエノールトでのファン・ブロンクホルスト

#### 初期の経歴
父親はインドネシア系オランダ人であり、母親はインドネシアのモルッカ諸島出身である。6歳の時に地元ロッテルダムのLinker Maas Oeverというクラブでサッカーを始め、その翌年にはフェイエノールトの下部組織に入団した。1990年、15歳の時にプロ契約を結び、トップチームでは居場所を見つけるのに苦しんだが、1991年にはユースリーグで全国優勝を果たした。
1993年にはRKCヴァールヴァイクにレンタル移籍してエールディヴィジデビューした。1994年夏にフェイエノールトに復帰したが、脇役の一人にすぎず、1994-95シーズンは10試合の出場にとどまった。1995-96シーズンには飛躍的な成長を遂げてほとんどの試合に出場し、憧れの存在であったFWレジ・ブリンカー (Regi Blinker) やFWヘンリク・ラーションと一緒にプレーした。フェイエノールト在籍時にはPSVとアヤックスの2クラブがリーグ優勝を独占し、フェイエノールトは2強の牙城を崩せなかった。ラーションなどの主力選手がチームを離れ、ファン・ブロンクホルストも新天地を求めた。

#### レンジャーズFC
1998年夏、U-16オランダ代表やU-18オランダ代表で指導を受けたディック・アドフォカート監督が新監督に就任したばかりのスコティッシュ・プレミアリーグのレンジャーズに移籍した。移籍金は550万ポンド。1997年にはライバルのセルティックにフェイエノールトからラーションが加入しており、ラーションの存在がスコットランド移籍の決定打になったと語っている。フェイエノールト時代のチームメイトであるブリンカーやFWボビー・ペッタ (Bobby Petta) もまたセルティックに加入していた。UEFAカップのシェルボーンFC戦で公式戦デビューし、その試合で派手なゴールを突き刺すと、レンジャーズは0-3の劣勢から5-3の大逆転勝利を収めた。移籍初年度の1998-99シーズンと1999-2000シーズンにリーグ戦を連覇し、さらにスコティッシュ・カップで2度、スコティッシュリーグカップで1度の優勝を飾っている。レンジャーズでは技術と判断力に優れたプレーメーカーとしてプレーし、計22得点（国内リーグで13点、国内カップで3点、国内リーグカップで1点、UEFAチャンピオンズリーグで3点）を挙げている。

#### アーセナルFC
2001年夏、プレミアリーグのアーセナルに移籍した。移籍金は850万ポンド。アーセナルのアーセン・ベンゲル監督は移籍したMFエマニュエル・プティの代役を探しており、センターハーフでMFパトリック・ヴィエラとコンビを組むことが期待された。しかし、移籍してすぐに膝十字靭帯を負傷して長期離脱した。負傷から復帰すると彼の役割はますます減少し、ヴィエラやMFエドゥの控えという立場になった。FCバルセロナへのレンタル移籍の少し前にはMFジウベウト・シウヴァとの競争にも巻き込まれた。2001-02シーズンと2002-03シーズンにはFAカップで優勝したが、どちらの決勝にも出場していない。2001-02シーズンにはプレミアリーグで優勝した。アーセナルでの最後の出場機会は2003年夏のFAコミュニティ・シールドであり、この試合に途中出場したが、PK戦でキックをミスしている。アーセナルでは2002年1月のレスター・シティFC戦と2003年1月のチェルシー戦の2試合でリーグ戦の得点を挙げている。

#### FCバルセロナ
2003年夏、完全移籍も視野に入れたレンタル移籍でリーガ・エスパニョーラのFCバルセロナと契約合意した。左サイドバックのポジションに順応すると、2003-04シーズン後半戦の巻き返しに貢献し、2004年5月にはFCバルセロナと3年契約を結んで完全移籍を果たした。FCバルセロナからアーセナルには移籍金200万ユーロが支払われている。2004-05シーズンは4得点を挙げてキャリア最高といえる活躍を見せてリーグ優勝。2005-06シーズンもリーグタイトル防衛を果たし、UEFAチャンピオンズリーグではチーム唯一の全試合出場選手として優勝に貢献した。アーセナルではユニフォームの背面にブロンクホルスト(Bronckhorst)という文字が刻まれたが、FCバルセロナではジオ (Gio) が使われた。

#### フェイエノールト復帰
2007年8月21日、FCバルセロナとの契約満了に伴い、古巣のフェイエノールトに移籍した。ベルト・ファン・マルワイク監督は初年度の2007-08シーズンからファン・ブロンクホルストをキャプテンに指名した。キャプテンとしてチームをKNVBカップ優勝に導いた。

### 代表経歴

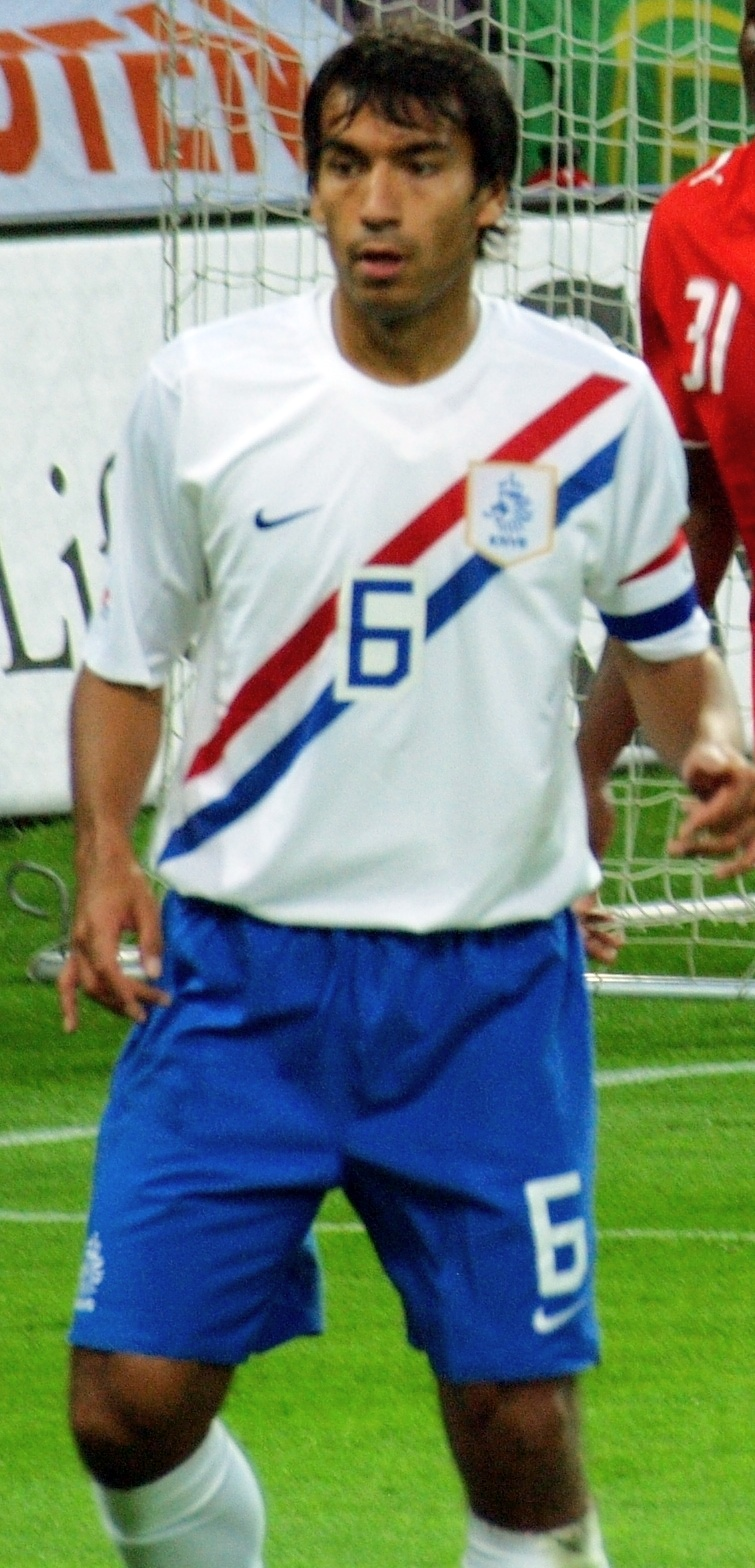
キャプテンを務めるファン・ブロンクホルスト

1996年にはアトランタオリンピックに向けたオランダ代表の一員としてヨーロッパ予選を戦ったが、本大会出場権は逃した。同年8月、フース・ヒディンク監督によってオランダA代表に招集され、8月31日のブラジルとの親善試合に先発出場してデビューした。1998年にはフランスで開催された1998 FIFAワールドカップの出場メンバーに選ばれたが、本大会では出場機会がなかった。2000年のUEFA EURO 2000ではDFアーサー・ニューマンが左サイドバックのレギュラーを務めたため、ファン・ブロンクホルストの出場機会は限られた。

#### UEFA EURO 2004
2004年にはディック・アドフォカート監督によってUEFA EURO 2004の出場メンバーに選ばれ、準決勝に進出したが、準決勝でホスト国のポルトガルに敗れた。

#### 2006 FIFAワールドカップ
2006 FIFAワールドカップ本大会グループリーグではレギュラーだったが、決勝トーナメント1回戦のポルトガル戦でレッドカードを提示された。この試合では計4枚ものレッドカードが乱発され、FIFAワールドカップの1試合最多退場記録を更新している。退場後にはスタンドに上がり、同じく退場処分を受けたMFデコの隣で試合を観戦した。ポルトガル代表のデコとは敵同士だったが、FCバルセロナでチームメイトであった。

#### UEFA EURO 2008
2007年3月28日、UEFA EURO 2008予選のスロベニア戦 (1-0) で決勝点を挙げた。UEFA EURO 2008本大会のメンバーにも選ばれ、グループリーグのイタリア戦 (3-0) では、まず自陣ゴール前で相手のシュートをクリアした後に左サイドを駆け上がり、ディルク・カイトに上げたアーリークロスからMFヴェスレイ・スナイデルがボレーシュートを叩きこんだ。その後、自ら駄目押しの3点目を決め、強豪相手の快勝に大きく貢献した。大会開幕に先立ってキャプテンのエドウィン・ファン・デル・サールが大会後の代表引退の意思を表明しており、彼にとっては準々決勝のロシア戦 (1-3) が代表での最終戦となった。ファン・デル・サールの後継者にはファン・ブロンクホルストが選ばれた。

#### 2010 FIFAワールドカップ
2010 FIFAワールドカップ・ヨーロッパ予選ではキャプテンを務め、2010 FIFAワールドカップ本大会のメンバーにも順当に選出された。左サイドバックのレギュラーを務め、グループリーグ初戦のデンマーク戦で代表通算100試合出場を達成した。準決勝のウルグアイ戦 (3-2) では、41mの距離から強烈なロングミドルシュートでゴールを射抜き、このゴールは同大会最高のゴールのひとつに数えられている。早くから大会後の現役引退を表明しており、決勝のスペイン戦がプロ選手としてのファイナルマッチとなった。この試合にも先発出場したが、90分を終えて0-0で延長戦にもつれ込み、105分にDFエドソン・ブラーフハイトと交代した。116分に相手MFアンドレス・イニエスタの決勝点が決まって試合に敗れたが、準優勝という功績に誇りを持っていると語った。

## 指導者経歴
2011-12シーズンからはフェイエノールトでジャン・パウル・ファン・ハステルと共に監督 ロナルド・クーマンのアシスタントを務め、2012-13シーズンにはリザーブチームの監督も兼任、KNVBのコーチ･ライセンス取得コースを修了した。2014-15シーズンはフレット・ルッテンのアシスタントを務め、3月23日に翌シーズンから2年契約でフェイエノールトの監督に就任することが決定したが、5月17日のエールディヴィジ最終節でフェイエノールトがPEC ズヴォレとのアウエーゲームに敗れ(0-3)、POという結果を受けてルッテンが解任されたことで、前倒しで監督に就任した。
2015-2016シーズンは全ラウンドでエールディヴィジ6クラブを破る初記録でKNVBベーカーを制し、自らがキャプテンとしてベーカーを掲げた2008年以来のタイトルをクラブにもたらすと、2016-2017シーズンは安定した成績でクラブに18年ぶりのリーグ優勝をもたらしエールディヴィジ60周年記念に制作されたハウデン･スハールを獲得、翌2017-2018シーズンにはベーカーウィナーフィテッセを下してヨハン･クライフ･スハールを獲得、100周年記念大会のKNVBベーカートーナメントでも決勝でAZを破ってハウデン･ベーカーを獲得。これによりフェイエノールトで4年間で4つのタイトルを獲得した初めての監督となった。
2021年11月19日、スティーヴン・ジェラードの後任として古巣であるレンジャーズFCの監督に就任。決勝でフランクフルトに延長PK戦で敗戦するも、チームを決勝まで導いた。
2024年6月5日、トルコ1部スュペル・リグ、ベシクタシュJKの監督に就任。

## 人物
既婚者であり、妻との間にふたりの息子がいる。見た目とは裏腹に陽気な性格で、ベンチに座っている時は頻繁に周りのチームメイトへちょっかいを出している。親友のヘンリク・ラーションとは家族ぐるみの付き合いをしている。レンジャーズ在籍時はアメリカ代表のクラウディオ・レイナと仲が良く、レイナの次男は彼にちなんで「ジョヴァンニ」と名付けられた。

## 個人成績
| クラブ                  | シーズン | リーグ           | リーグ | リーグ | カップ | カップ | リーグカップ | リーグカップ | 国際大会 | 国際大会 | その他 | その他 | 通算 | 通算 |
| クラブ                  | シーズン | ディビジョン     | 出場   | 得点   | 出場   | 得点   | 出場         | 得点         | 出場     | 得点     | 出場   | 得点   | 出場 | 得点 |
| ----------------------- | -------- | ---------------- | ------ | ------ | ------ | ------ | ------------ | ------------ | -------- | -------- | ------ | ------ | ---- | ---- |
| フェイエノールト        | 1994-95  | エールディヴィジ | 10     | 1      |        |        | —            | —            | —        | —        | —      | —      | 10   | 1    |
| フェイエノールト        | 1995-96  | エールディヴィジ | 27     | 9      |        |        | —            | —            | 7        | 0        | 1      | 0      | 35   | 9    |
| フェイエノールト        | 1996-97  | エールディヴィジ | 34     | 4      | 1      | 1      | —            | —            | 6        | 0        | —      | —      | 41   | 5    |
| フェイエノールト        | 1997-98  | エールディヴィジ | 32     | 8      |        |        | —            | —            | 8        | 2        | —      | —      | 40   | 10   |
| フェイエノールト        | 通算     | 通算             | 103    | 22     | 1      | 1      | —            | —            | 21       | 2        | 1      | 0      | 126  | 25   |
| ヴァールヴァイク (loan) | 1993-94  | エールディヴィジ | 12     | 2      |        |        | —            | —            | —        | —        | —      | —      | 12   | 2    |
| レンジャーズ            | 1998-99  | プレミアリーグ   | 35     | 7      | 5      | 1      | 4            | 0            | 9        | 2        | —      | —      | 53   | 10   |
| レンジャーズ            | 1999-00  | プレミアリーグ   | 27     | 4      | 5      | 2      | 1            | 0            | 12       | 0        | —      | —      | 45   | 6    |
| レンジャーズ            | 2000-01  | プレミアリーグ   | 11     | 2      | 0      | 0      | 1            | 1            | 7        | 3        | —      | —      | 19   | 6    |
| レンジャーズ            | 通算     | 通算             | 73     | 13     | 10     | 3      | 6            | 1            | 28       | 5        | —      | —      | 117  | 22   |
| アーセナル              | 2001-02  | プレミアリーグ   | 21     | 1      | 2      | 0      | 3            | 0            | 7        | 0        | —      | —      | 33   | 1    |
| アーセナル              | 2002-03  | プレミアリーグ   | 20     | 1      | 5      | 0      | 1            | 0            | 4        | 0        | —      | —      | 30   | 1    |
| アーセナル              | 2003-04  | プレミアリーグ   | 0      | 0      | 0      | 0      | 0            | 0            | 0        | 0        | 1      | 0      | 1    | 0    |
| アーセナル              | 通算     | 通算             | 41     | 2      | 7      | 0      | 4            | 0            | 11       | 0        | 1      | 0      | 64   | 2    |
| バルセロナ (loan)       | 2003-04  | プリメーラ       | 34     | 1      | 5      | 0      | —            | —            | 4        | 0        | —      | —      | 43   | 1    |
| バルセロナ              | 2004-05  | プリメーラ       | 29     | 4      | 1      | 0      | —            | —            | 8        | 0        | —      | —      | 38   | 4    |
| バルセロナ              | 2005-06  | プリメーラ       | 19     | 0      | 4      | 1      | —            | —            | 13       | 0        | —      | —      | 36   | 1    |
| バルセロナ              | 2006-07  | プリメーラ       | 23     | 0      | 6      | 1      | —            | —            | 6        | 0        | 3      | 0      | 38   | 1    |
| バルセロナ              | 通算     | 通算             | 105    | 5      | 16     | 2      | —            | —            | 31       | 0        | 3      | 0      | 155  | 7    |
| フェイエノールト        | 2007-08  | エールディヴィジ | 32     | 7      | 6      | 0      | —            | —            | —        | —        | —      | —      | 38   | 7    |
| フェイエノールト        | 2008-09  | エールディヴィジ | 27     | 1      | 5      | 0      | —            | —            | 5        | 1        | 3      | 0      | 40   | 2    |
| フェイエノールト        | 2009-10  | エールディヴィジ | 29     | 0      | 4      | 2      | —            | —            | —        | —        | —      | —      | 33   | 2    |
| フェイエノールト        | 通算     | 通算             | 88     | 8      | 15     | 2      | —            | —            | 5        | 1        | 3      | 0      | 111  | 11   |
| 総通算                  | 総通算   | 総通算           | 422    | 52     | 49     | 8      | 10           | 1            | 96       | 8        | 8      | 0      | 585  | 69   |

## 代表歴

### 出場大会
- オランダ代表
  - 1998 FIFAワールドカップ
  - 2006 FIFAワールドカップ
  - 2010 FIFAワールドカップ

### 試合数
- 国際Aマッチ 106試合 6得点（1996年-2010年）[27][28]

| オランダ代表 | 国際Aマッチ | 国際Aマッチ |
| 年           | 出場        | 得点        |
| ------------ | ----------- | ----------- |
| 1996         | 3           | 0           |
| 1997         | 4           | 1           |
| 1998         | 1           | 0           |
| 1999         | 6           | 0           |
| 2000         | 7           | 1           |
| 2001         | 4           | 0           |
| 2002         | 1           | 0           |
| 2003         | 6           | 1           |
| 2004         | 13          | 0           |
| 2005         | 9           | 0           |
| 2006         | 9           | 0           |
| 2007         | 10          | 1           |
| 2008         | 14          | 1           |
| 2009         | 9           | 0           |
| 2010         | 10          | 1           |
| 通算         | 106         | 6           |

### 得点
| #  | 日時          | 場所           | 相手             | スコア | 結果 | 大会                                    |
| -- | ------------- | -------------- | ---------------- | ------ | ---- | --------------------------------------- |
| 1. | 1997年6月4日  | ヨハネスブルク | 南アフリカ共和国 | 0–1    | 0–2  | 親善試合                                |
| 2. | 2000年9月2日  | アムステルダム | アイルランド     | 2–2    | 2–2  | 2002 FIFAワールドカップ・ヨーロッパ予選 |
| 3. | 2003年2月12日 | アムステルダム | アルゼンチン     | 1–0    | 1–0  | 親善試合                                |
| 4. | 2007年3月28日 | ツェリェ       | スロベニア       | 0–1    | 0–1  | UEFA EURO 2008予選                      |
| 5. | 2008年6月9日  | ベルン         | イタリア         | 3–0    | 3–0  | UEFA EURO 2008                          |
| 6. | 2010年7月6日  | ケープタウン   | ウルグアイ       | 1–0    | 3–2  | 2010 FIFAワールドカップ                 |

## 監督成績
2024年6月7日現在
| クラブ           | 就任           | 退任           | 記録 | 記録 | 記録 | 記録 | 記録 | 記録 | 記録 | 記録   |
| クラブ           | 就任           | 退任           | 試   | 勝   | 分   | 敗   | 得   | 失   | 差   | 勝率   |
| ---------------- | -------------- | -------------- | ---- | ---- | ---- | ---- | ---- | ---- | ---- | ------ |
| フェイエノールト | 2015年5月18日  | 2019年5月19日  | 176  | 107  | 26   | 43   | 367  | 190  | +177 | 060.80 |
| 広州富力         | 2020年1月4日   | 2020年12月3日  | 23   | 7    | 6    | 10   | 32   | 41   | −9   | 030.43 |
| レンジャーズ     | 2021年11月18日 | 2022年11月21日 | 69   | 42   | 12   | 25   | 132  | 75   | +57  | 59.26  |
| ベシクタシュ     | 2024年6月5日   |                |      |      |      |      |      |      |      |        |
| 合計             | 合計           | 合計           | 199  | 114  | 32   | 53   | 399  | 231  | +168 | 057.29 |

## タイトル

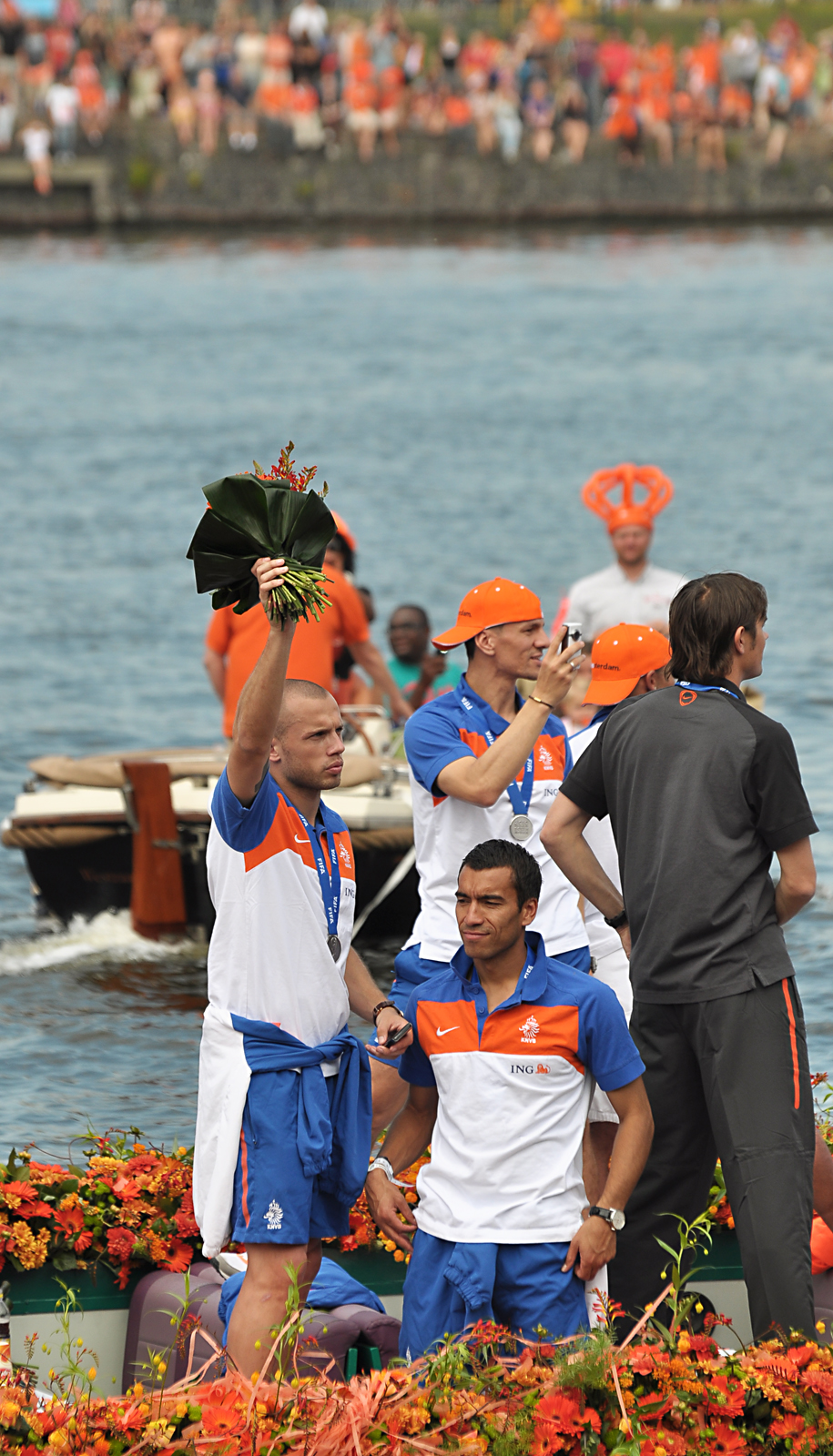
ファン・ブロンクホルスト（中央手前）、ハイティンハ、ブラールズ、コクー

### 選手時代
レンジャーズFC 
- スコティッシュ・プレミアリーグ : 1998-99, 1999-2000
- スコティッシュ・カップ : 1999, 2000
- スコティッシュリーグカップ : 1998

アーセナルFC 
- プレミアリーグ : 2001-02
- FAカップ : 2002-03

 FCバルセロナ
- リーガ・エスパニョーラ : 2004-05, 2005-06
- スーペルコパ・デ・エスパーニャ : 2005, 2006
- UEFAチャンピオンズリーグ: 2006

フェイエノールト
- KNVBカップ : 1994-95, 2007-08

### 代表
オランダ代表
- 2010 FIFAワールドカップ 準優勝 : 2010
- UEFA欧州選手権 ベスト4 : 2000, 2004

### 個人
- Knight of the Order of Orange-Nassau : 2010

### 指導者として
- フェイエノールト

エールディヴィジ :　2016-17
KNVBカップ :　2015-16, 2017-18
ヨハン・クライフ・スハール : 2017, 2018
- レンジャーズ

スコティッシュカップ :　2021-22
UEFAヨーロッパリーグ : 準優勝　2021-22